# Franz von Pillersdorf
Franz Xaver von Pillersdorf, född 1 mars 1786 i Brünn, död 22 februari 1862 i Wien, var en österrikisk friherre och politiker.
von Pillersdorf blev 1842 hovkansler och som motståndare till Klemens von Metternich efter revolutionen inrikesminister i mars 1848 och ministerpresident i maj samma år. Hans författningsförslag av 25 april 1848, som avsåg ombildande av monarkins länder utom Ungern till en konstitutionell monarki med tvåkammarsystem, mötte dock motstånd och von Pillersdorf avgick i juli samma år. År 1861 omvaldes han i riksrådet. 
von Pillersdorf utgav 1849 Rückblick auf die politische Bewegung in Österreich 1849-1849. Hans Handschriftlicher Nachlass utkom 1863.